# پارک ملی

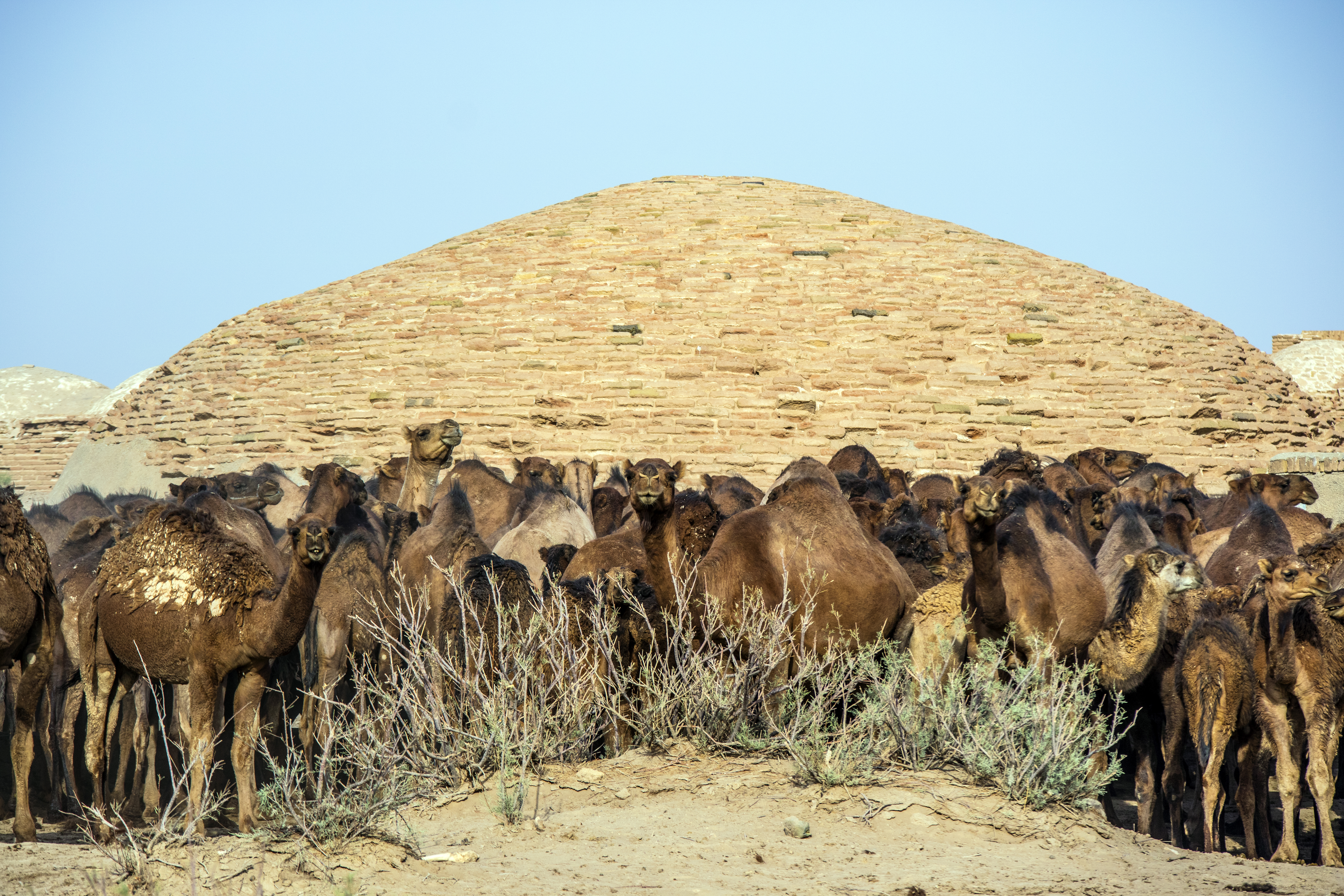
پارک ملی کویر در ایران

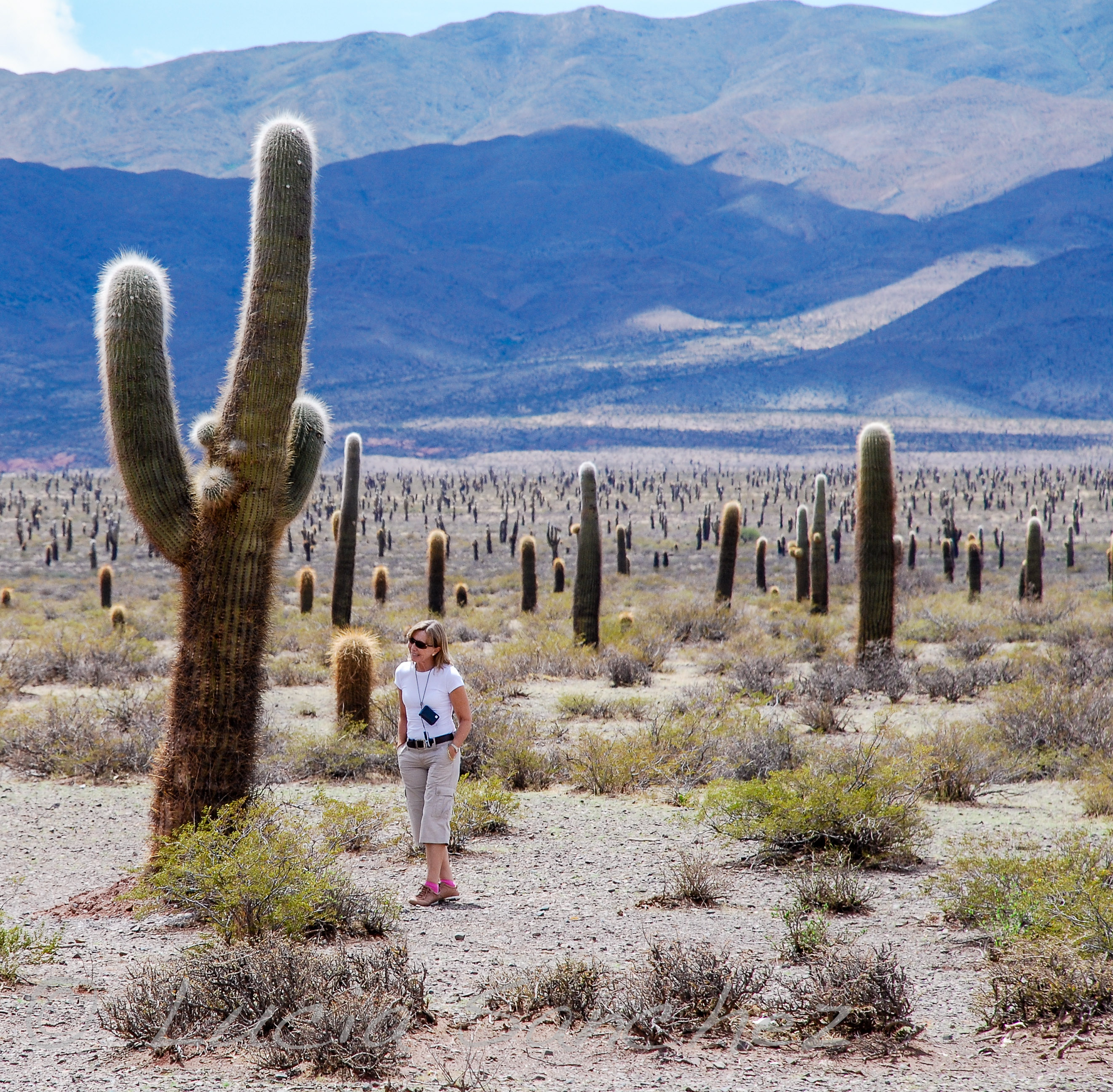
پارک ملی در آرژانتین.

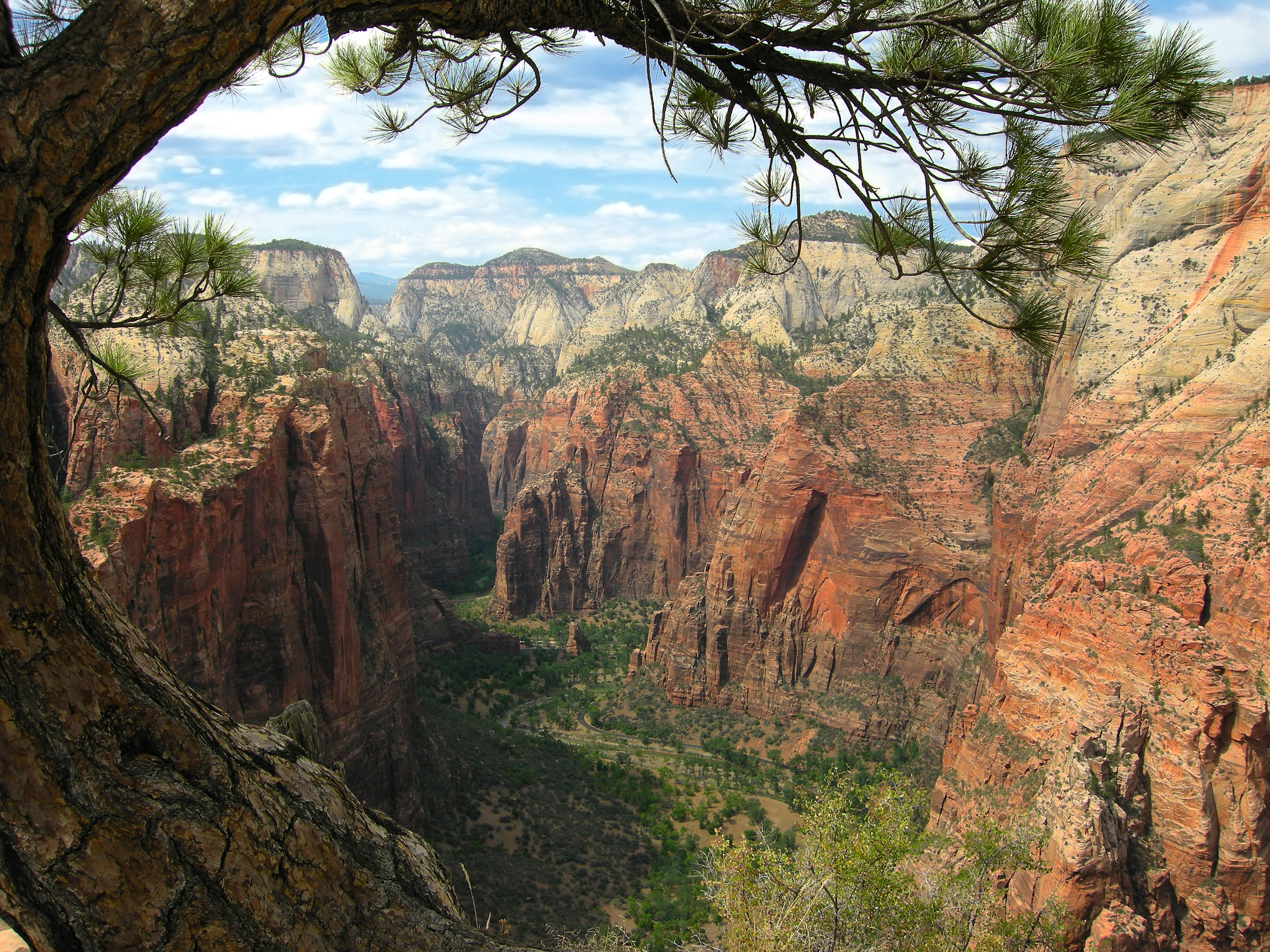
پارک ملی صهیون در یوتا در آمریکا.

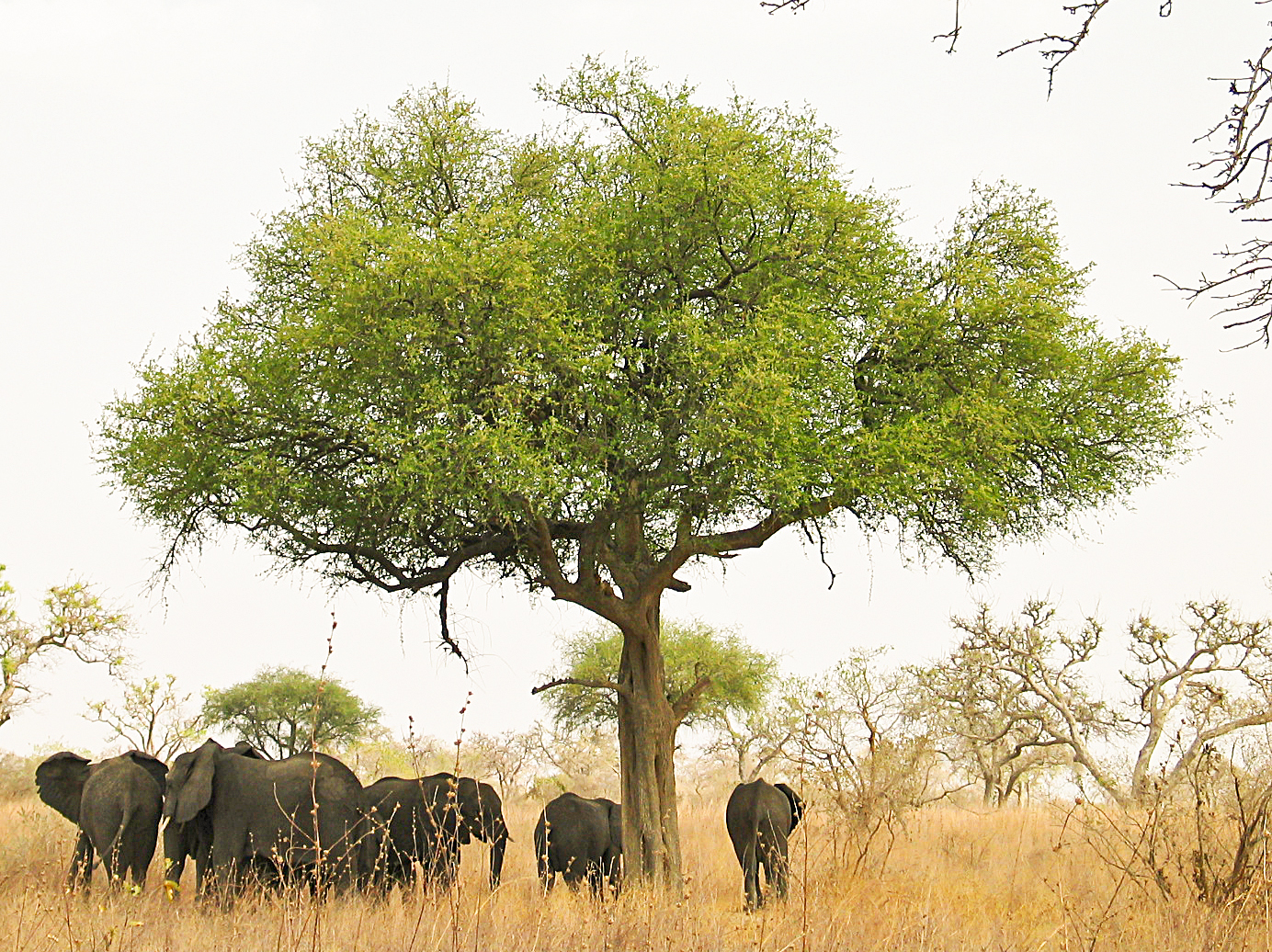
پارک ملی وازا در کامرون.

پارک ملی یا بوستان ملی به محدوده‌ای از منابع طبیعی از جمله جنگل، مرتع، بیشه‌های طبیعی، دشت، رودخانه، دریاچه و کوهستان گفته می‌شود که نمایان‌گر نمونه‌های برجسته‌ای از مظاهر طبیعی باشد. دولت‌ها به منظور حفظ همیشگی وضعیت زیست‌بوم و همچنین ایجاد محیط مناسب برای تکثیر و پرورش جانوران وحشی و رشد گیاهان در خطر انقراض و برای جلوگیری از آسیب‌های مخرب انسانی، این مناطق را تحت حفاظت قرار می‌دهند.
پارک‌های ملی ایران، یکی از مناطق چهارگانه حفاظت محیط زیست ایران می‌باشد.
تعریف رسمی «پارک ملی» از دیدگاه سازمان حفاظت محیط زیست به شرح زیر است:
«مناطق طبیعی به نسبت وسیع و دارای ویژگی‌های خاص و اهمیت ملی به لحاظ زمین‌شناسی، بوم‌شناسی، جغرافیای زیستی و چشم‌انداز، با هدف‌های حفظ وضعیت زیستی و طبیعی، بهبود جمعیت گونه‌های جانوری و رویشگاه‌های گیاهی و همچنین بهره‌برداری تفرجی به‌عنوان پارک ملی انتخاب می‌شوند. پارک‌های ملی محل‌های مناسبی برای فعالیت‌های آموزشی، پژوهشی و گردشگری در طبیعت به‌شمار می‌آیند. به‌منظور حفاظت بنیادی از تنوع زیستی، ذخایر ژنتیکی، یکپارچگی بوم‌شناسی و چشم‌اندازها، فعالیت‌های مرتبط با بهره‌برداری‌های مصرفی و مسکونی در این مناطق مجاز نیست. به همین دلیل، برای پارک‌های ملی پشتوانه قانونی حفاظتی مستحکم‌تری نسبت به سایر مناطق حفاظت شده پیش‌بینی شده‌است.»
ایالات متحده آمریکا، اولین کشور و آغازگر سیاست حفظ طبیعت و تأسیس پارک‌های ملی بود. سیستم پارک‌های ملی توسط برخی تاریخ‌نویسان «بهترین ایدهٔ آمریکا» نامیده شده‌است.